# اضطراب مدني

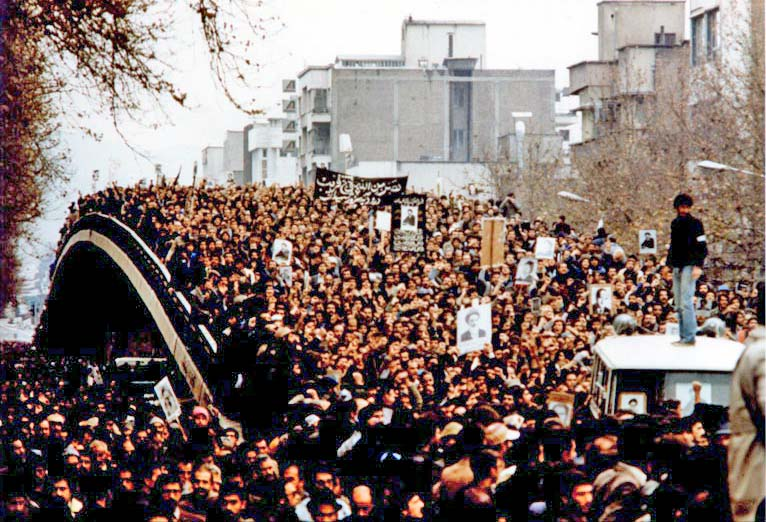
مظاهرة حاشدة في إيران إبان الثورة الإيرانية.

الاضطراب المدني (بالإنجليزية: Civil disorder)‏ هو نشاط ناشئ عن عمل جماعي من العصيان المدني (مثل المظاهرة أو الشغب أو الإضراب) حيث يصبح المشاركون معاديين للسلطة، وتتعرض السلطات لصعوبات في الحفاظ على العامة والأمن والنظام أمام الحشد المضطرب. وهو يخل بأي شكل من الأشكال بالقانون والنظام العام.

## الأسباب
أي عدد من الأشياء قد يسبب اضطرابًا مدنيًا، سواء كان ذلك سببًا واحدًا أو مجموعة من الأسباب؛ ومع ذلك، فقد نشأت معظمها من المظالم السياسية، والتفاوتات الاقتصادية، والخلافات الاجتماعية، ولكن تاريخيا كانت نتيجة لاضطهاد طويل الأمد من قبل مجموعة من الناس تجاه أخرى.
يمكن أن يشمل الاضطراب المدني الناجم عن المظالم السياسية مجموعة من الأحداث، من مجرد احتجاج إلى عصيان مدني جماعي. يمكن أن تكون هذه الأحداث عفوية، ولكن يمكن أيضًا التخطيط لها. يمكن أن تتحول هذه الأحداث إلى عنف عندما يبالغ المحرضون وموظفو القانون في رد فعلهم.
نشأ الاضطراب المدني في التاريخ من النزاعات الاقتصادية، والأسباب السياسية (مثل معارضة القوات الحكومية القمعية أو الاستبدادية)، والمعارضة الدينية، والقمع العنصري، والخلافات الاجتماعية بين حالات مختلفة عبر التاريخ.

## الحشد

### التكوين

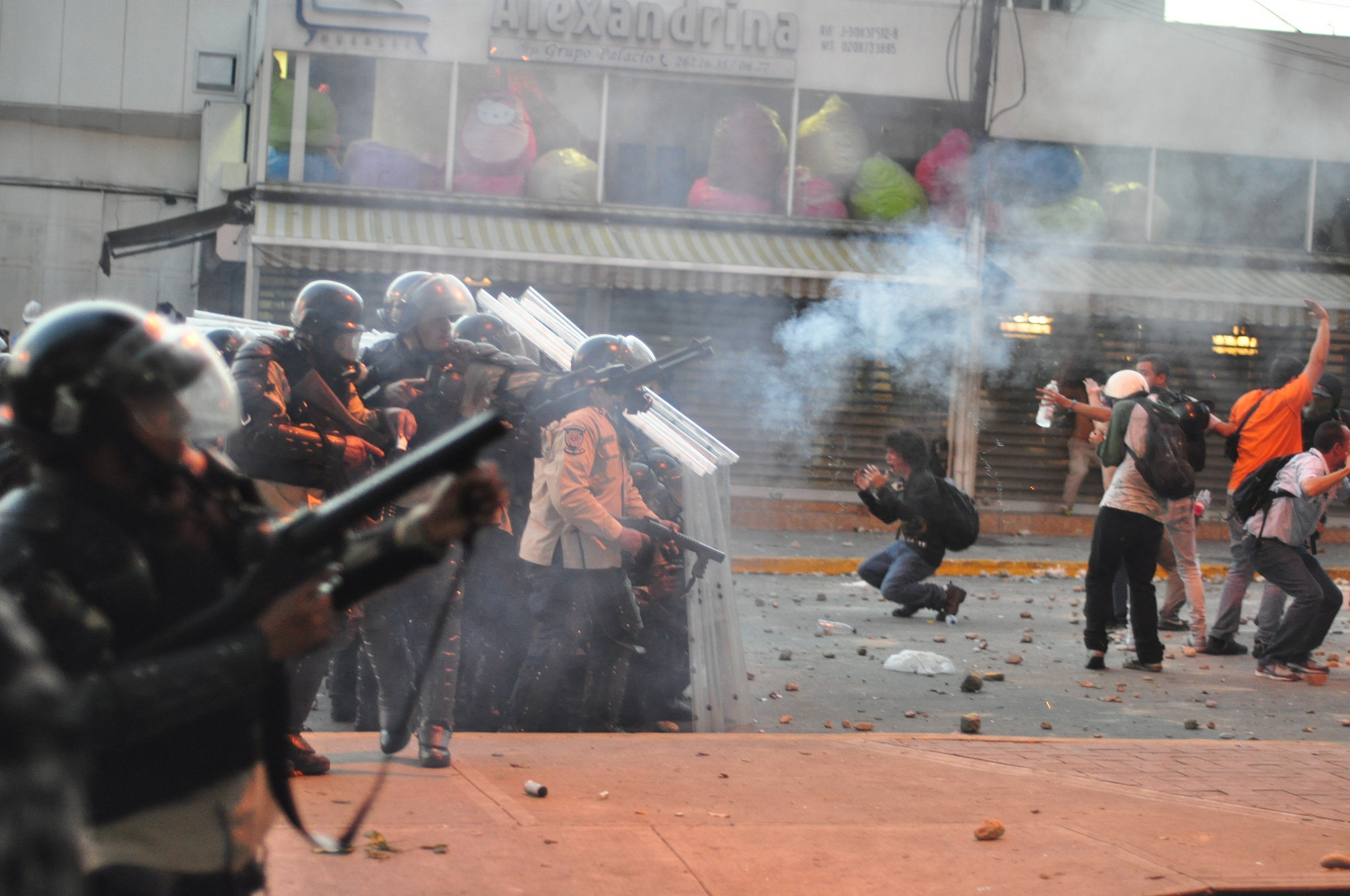
استخدام الغاز المسيل للدموع ضد الطلاب في التاميرا، كاراكاس.

باستغلال الحالة المزاجية للجمهور المعارض، يمكن للمتطرفين التلاعب بالحشد واستخدامهم كسلاح، باستخدام التحريض الماهر لإقناع الحشد على العنف وتحويلهم إلى عصابة انتقامية، وتوجيه عدوانية الحشد واستيائهم إلى هدف المحرض المختار.
يمكن للمحرضين التكتيكيين استخدام وسائل الإعلام ووسائل التواصل الاجتماعي للتواصل مع أعضاء الحشد المحتملين، وتحريضهم على خرق القانون، أو محاولة استفزاز الآخرين للقيام بذلك، دون أي اتصال شخصي مباشر. على العكس من ذلك، يمكن للمحرض أيضًا تهدئة أو تحويل الحشد باستخدام الاقتراحات أو الأوامر الاستراتيجية، أو مناشدتهم بعقل من أجل تهدئة الموقف.
تؤثر العدوى العاطفية بشكل كبير على سلوك الجمهور من خلال تزويد الجمهور بإحساس نفسي «بالوحدة». قد يوفر هذا المعنى للجمهور الزخم لامتصاص عقلية الغوغاء، واتخاذ سلوك الغوغاء. يتغذى أعضاء الحشد من إثارة بعضهم البعض، مما ينتج حالة عالية من المشاعر الجماعية. ينتقل قادة الحشد الأفكار بسرعة في جميع أنحاء المجموعة، وكذلك إلى المتفرجين، ووسائل الإعلام.
عندما تسود العدوى العاطفية، تكون المشاعر عالية بينما يكون الانضباط الذاتي منخفضًا. التحيزات الشخصية والرغبات غير المشبعة - عادة ما تكون مقيدة - يتم إطلاقها بلا خجل. هذا من شأنه أن يحفز العضوية الجماعية، حيث يوفر الحشد غطاء للأفراد للقيام بأشياء يريدون القيام بها، لكنهم لن يجرؤوا على محاولة القيام بها بمفردهم. يمكن أن يصبح هذا الحافز بالنسبة للحشد أكبر من اهتمامه بالقانون والسلطة، مما يؤدي إلى أعمال غير قانونية وتخريبية. بمجرد أن ينخرط الحشد في مثل هذه الأفعال، فإنه يتحول فعليًا إلى غوغاء - جمهور عاطفي للغاية وغير عقلاني ومن المحتمل أن يكون عنيفًا.

### السلوك

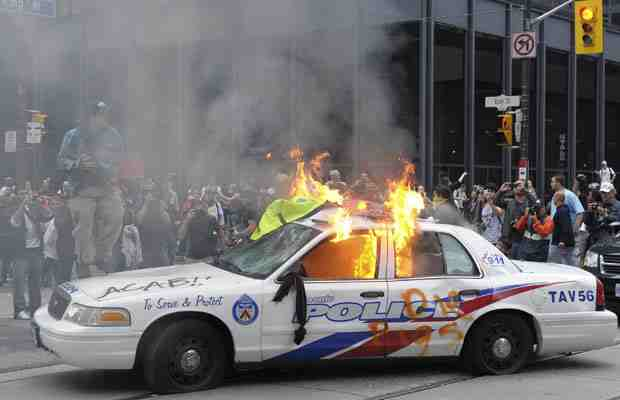
أعمال شغب في تورنتو، يونيو 2010

سلوك الحشود هو الاحتياجات العاطفية والمخاوف والتحيزات لأعضاء الحشد. وهي مدفوعة بعوامل اجتماعية مثل قوة أو ضعف القيادة أو المنظور الأخلاقي أو توحيد المجتمع، وأيضًا بالعوامل النفسية، مثل التقليد، وإخفاء الهوية، وعدم الشخصية، والإفراج العاطفي، والعدوى العاطفية، والذعر، وما إلى ذلك.
خلال الاضطرابات المدنية، يمكن لأي حشد أن يشكل تهديدًا لمنفذي القانون لأنه عرضة للتلاعب. هذا لأن سلوك الجمهور يخضع لتوجيهات غالبية أعضائه. في حين أن أعضاءها يميلون عادة إلى إطاعة القانون، فإن المنبهات العاطفية، والشعور بالخوف الذي ينشأ من التواجد في حشد من الناس، يمكن أن يتسبب في الانغماس في اندفاعات أعضاء الحشد والتصرف على الاعتداءات وإطلاق العنان للغضب. عندما يحد تطبيق القانون من التحقيق الكامل لهذه الإجراءات، فإن الحشد سيوجه هذا العداء إلى مكان آخر، مما يجعل الحشد تهديدًا معاديًا وغير متوقع لمنفذي القانون.

### تكتيكات

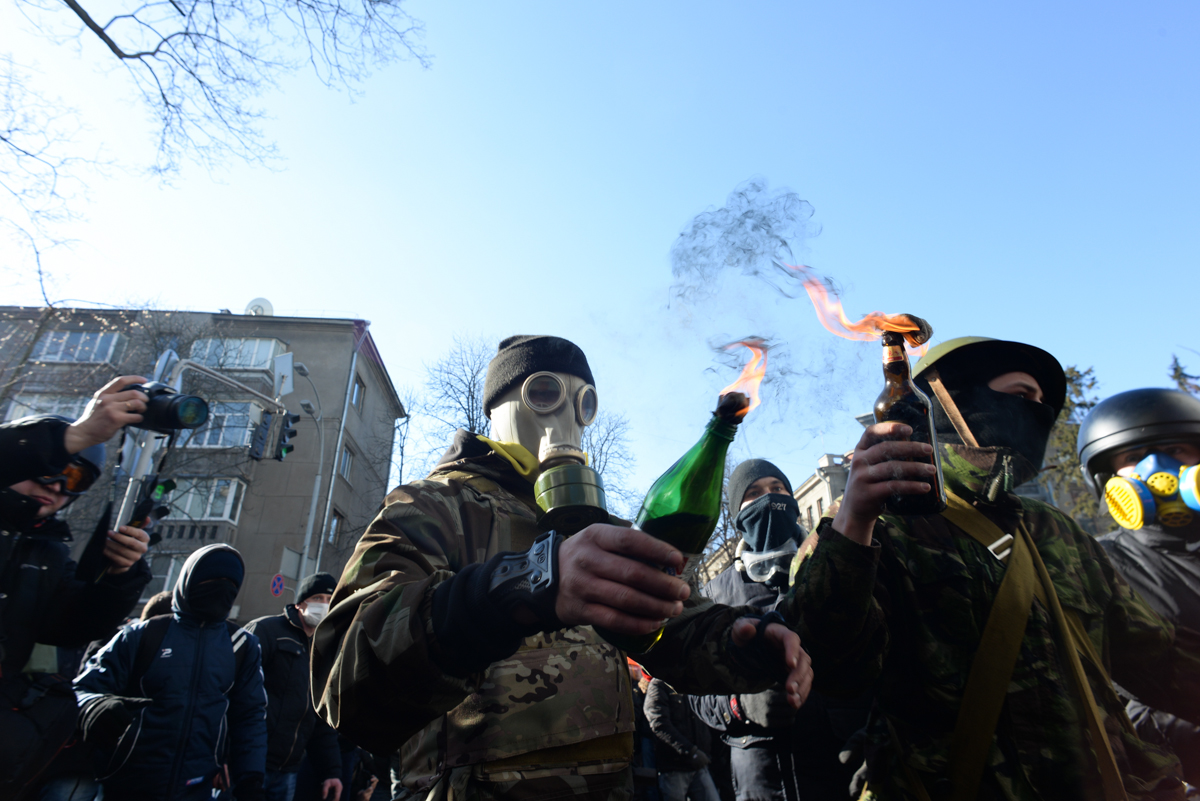
محتجون بزجاجات المولوتوف. كييف ، أوكرانيا. 2014

يتمثل هدف المتظاهرين العنيفين في تحفيز منفذي القانون على اتخاذ إجراءات يمكن استغلالها كأفعال وحشية من أجل إثارة التعاطف مع قضيتهم أو إثارة غضب وإحباط معنويات المعارضة. يمكن للحشود استخدام مجموعة من التكتيكات للتهرب من تطبيق القانون أو لتعزيز الفوضى، من الاعتداء اللفظي إلى تشتيت انتباه منفذي القانون إلى بناء الحواجز. كلما حدثت تكتيكات جيدة التخطيط، كلما كان الاضطراب هادفًا بشكل أكبر.
يشارك معظم المشاركين في الاضطرابات المدنية سيرًا على الأقدام. ومع ذلك، فإن الجهود المنظمة، غالبًا ما تستدعي استخدام المركبات والاتصال اللاسلكي.
من المعروف أن المشاركين يستخدمون الماسحات الضوئية لمراقبة ترددات الشرطة، أو أجهزة الإرسال لتخريب اتصالات إنفاذ القانون.
إذا تحول الاضطراب إلى العنف، وأصبح الحشد فعليًا «عصابة»، فقد ينفذ هجمات جسدية على الأشخاص والممتلكات، مثل إلقاء أسلحة محلية الصنع مثل قنابل المولوتوف، وإطلاق النار من الأسلحة الصغيرة، وزرع العبوات الناسفة. إذا لم يتم ترتيب العنف مسبقًا، فقد يلجأ الجمهور إلى رمي الحجارة والطوب والزجاجات وما إلى ذلك. إذا تم الترتيب المسبق للعنف، يمكن للحشد إخفاء أسلحتهم أو أدوات التخريب، قبل تشكيل الحشد بوقت طويل، ومفاجأة سلطات إنفاذ القانون.
قد تتسلح الحشود بما يلي:
- أقنعة الغاز
- الصخور
- الخوذ
- دروع محلية الصنع
- لافتات اعتصام
- قنابل المولوتوف
- قنابل الطلاء
- أنابيب
- نظارات أمان
- قواطع للاسلاك

## سلوك إنفاذ القانون

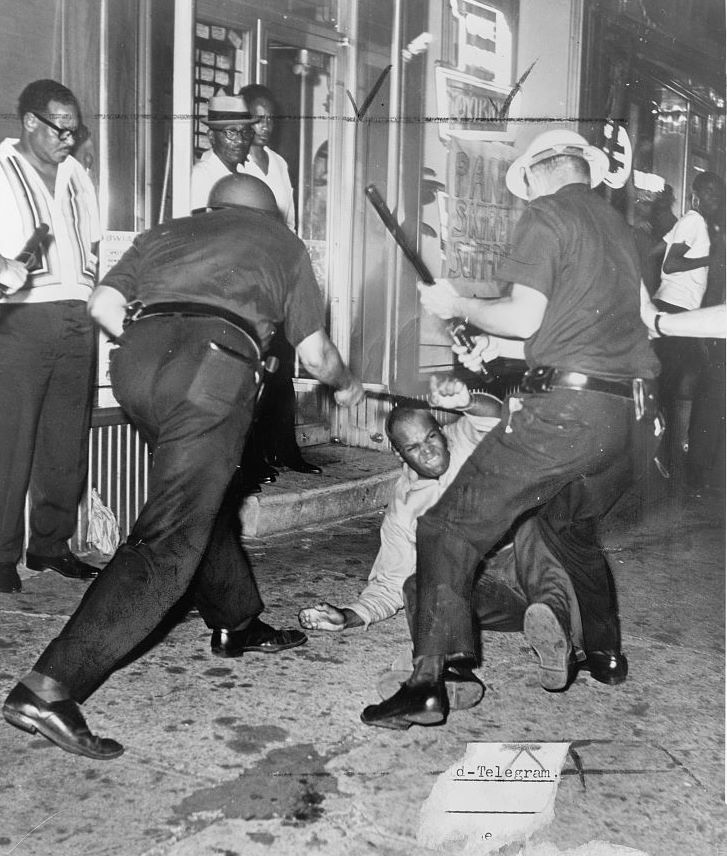
أعمال شغب هارلم، 1964

مثل المشاركين في الغوغاء، فإن منفذي القانون أيضًا عرضة لسلوك الحشود. يمكن لمثل هذه المواجهة المتوترة أن تحفزهم عاطفياً ، مما يخلق جوًا عاطفيًا للغاية في كل مكان. يمكن أن يصبح هذا التحفيز العاطفي معديًا في جميع أنحاء وكلاء إنفاذ القانون، بما يتعارض مع تدريبهم المنضبط.
عندما يكون التوتر العاطفي مرتفعًا بين موظفي إنفاذ القانون، فقد ينتهكون شعورهم بضبط النفس ويرتكبون أفعالًا، ضد الأشخاص في الغوغاء ، يقومون عادةً بقمعها. كما يمكن للجو العاطفي أن يجعلهم أكثر عرضة للإشاعات والخوف.
غالبًا ما تُستخدم الإجراءات التي يقوم بها وكلاء إنفاذ القانون، بدافع العاطفة والتحيز، كدليل ضد سوء نواياهم تجاه حشد أو غوغاء، حيث يؤدي سلوكهم إلى زيادة تأجيج المواجهة بدلاً من الحد منها.
في مثل هذه الحالات، نادراً ما يتم محاسبة وكلاء إنفاذ القانون عن جميع أفعالهم ضد حشد من الناس في الاضطراب المدني.

## روابط خارجية
- موقع فيلم Revolution '67 Film - وثائقي عن أعمال الشغب العرقية في نيوارك بولاية نيوجيرسي عام 1967
- انتفاضة البرازيل تشير إلى ظهور شبكات بلا قيادة
- DJ FitzGerald - نص نشرته Elsevier Health Sciences 2006 ، 952 صفحة ،(ردمك 0323032532)